# Ngọc Bích (xã)
Ngọc Bích là một xã thuộc huyện Diễn Châu, tỉnh Nghệ An, Việt Nam.

## Địa lý
Xã Ngọc Bích có diện tích 5,65 km², dân số năm 2022 là 29.241 người, mật độ dân số 5.175 người/km².

## Hành chính
Xã Ngọc Bình được chia thành 18 xóm: Nam Thịnh, Yên Thịnh, Đông Lộc, Tây Lộc, Trung Yên, Trường Tiến, Ngọc Văn, Ngọc Minh, Trung Hồng, Yên Quang, Hải Đông, Hải Nam, Hải Trung, Hải Bắc, Quyết Thành, Quyết Thắng, Chiến Thắng, Bắc Chiến Thắng.

## Lịch sử
Ngày 24 tháng 10 năm 2024, Ủy ban Thường vụ Quốc hội ban hành Nghị quyết số 1243/NQ-UBTVQH15 về việc sắp xếp đơn vị hành chính cấp xã của tỉnh Nghệ An giai đoạn 2023 – 2025 (nghị quyết có hiệu lực từ ngày 1 tháng 12 năm 2024). Theo đó, thành lập xã Ngọc Bích thuộc huyện Diễn Châu trên cơ sở toàn bộ 2,93 km² diện tích tự nhiên, quy mô dân số là 16.707 người của xã Diễn Ngọc và toàn bộ 2,72 km² diện tích tự nhiên, quy mô dân số là 12.534 người của xã Diễn Bích.
Xã Ngọc Bích có 5,65 km² diện tích tự nhiên và quy mô dân số là 29.241 người.

## Xã hội
Giáo dục: Toàn xã có 2 trường trung học cơ sở, 3 trường tiểu học.
Y tế: Xã Ngọc Bích có 2 trạm xá phụ vụ các nhu cầu cơ bản như: tiêm phòng, điều trị các bệnh thông thường và thai sản.